# Pantego (Teksas)
Pantego je gradić u američkoj saveznoj državi Teksas. Prema popisu stanovništva iz 2010. u njemu je živjelo 2.394 stanovnika.